# 伊沃特 (俄罗斯)
伊沃特（羅馬化：Ivot）是俄罗斯布良斯克州的市级镇，属佳季科沃区，位于杰斯纳河流域内伊沃托克河（Ивоток）畔，在区行政中心佳季科沃西北方。
该地2021年人口有6,131人；2010年人口6,374；2002年人口6,422；1989年人口6,972。